# Ayoub Jabbari
Ayoub Jabbari (en árabe: أَيُّوب جَبَّارِيّ‎; Rabat, 30 de enero de 2000) es un futbolista marroquí que juega en la demarcación de delantero en el F. C. Cincinnati de la Major League Soccer. Fue internacional con la selección de fútbol sub-23 de Marruecos.

## Trayectoria
Ayoub Jabbari es un delantero formado en la cantera del FAR Rabat y el 12 de enero de 2020, con 20 años firma por el Stade Malherbe Caen para jugar en su equipo filial que participa en el Championnat National 2. Durante la primera parte de la temporada 2020-21, jugaría 5 partidos en los que anotaría un gol.
El 14 de diciembre de 2020, Ayoub es cedido al U. S. Avranches de la Championnat National, la tercera liga de fútbol francés.
En verano de 2021, tras regresar de su cesión, realizó la pretemporada con el primer equipo del Stade Malherbe Caen.
El 2 de febrero de 2022, firma por el Rayo Cantabria de la Segunda RFEF. Durante la segunda vuelta de la competición participa en 8 partidos en los que anota un gol.
El 6 de octubre de 2022, es convocado por el primer equipo del Racing de Santander de la Segunda División de España para el partido de la novena jornada frente al Levante U. D., tras las lesiones de jugadores. Debutó en este mismo encuentro, después de incorporarse en el minuto 89 en sustitución de Matheus Aiás.

### Selección nacional
Fue internacional con la selección de fútbol sub-23 de Marruecos.

## Clubes
| Club                      | País           | Año       |
| ------------------------- | -------------- | --------- |
| S. M. Caen "II"           | Francia        | 2020-2021 |
| U. S. Avranches (cedido)  | Francia        | 2020-2021 |
| Rayo Cantabria            | España         | 2022-2023 |
| Paris F. C.               | Francia        | 2023-2024 |
| Grenoble Foot 38          | Francia        | 2024-     |
| F. C. Cincinnati (cedido) | Estados Unidos | 2025-     |